# Куричек
Куричек — деревня в Новосельском сельском поселении Сланцевского района Ленинградской области.

## История
Впервые упоминается в писцовых книгах Шелонской пятины 1571 года, как деревня Курецко — 2 обжи; починок Курецек на реке Руе; полумыза Курочка в Щепецком погосте Новгородского уезда.
Затем, как деревня Курочки (Помещика Бибикова) она обозначена на карте Санкт-Петербургской губернии Ф. Ф. Шуберта 1834 года.

РЕЧКИ — сельцо принадлежит госпоже Бибиковой, число жителей по ревизии: 4 м. п., 3 ж. п. (1838 год)

КУРОЧКА — деревня господина Нейдгардта, по просёлочной дороге, число дворов — 5, число душ — 12 м. п. (1856 год)

РЕЧКИ (КУРОЧЕК) — мыза владельческая при речке Руйке, число дворов — 1, число жителей: 1 м. п. (1862 год) 

В XIX — начале XX века мыза административно относилась к Выскатской волости 1-го земского участка 1-го стана Гдовского уезда Санкт-Петербургской губернии.

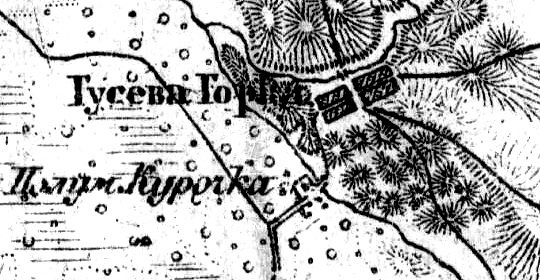
Деревня Куричек на карте 1919 года

Согласно карте Петроградской и Эстляндской губерний 1919 года на месте современной деревни находилась полумыза Курочка.
По данным 1933 года деревня Куричек входила в состав Рудненского сельсовета Рудненского района.
По состоянию на 1 августа 1965 года деревня Куричек входила в состав Новосельского сельсовета Кингисеппского района.
По данным 1973 и 1990 годов деревня Куричек входила в состав Новосельского сельсовета Сланцевского района.
В 1997 году в деревне Куричек Новосельской волости проживали 17 человек, в 2002 году — 11 человек (русские — 82 %).
В 2007 году в деревне Куричек Новосельского СП проживали 29 человек, в 2010 году — вновь 11 человек.

## География
Деревня расположена в юго-восточной части района на автодороге 41К-809 (Гусева Гора — Куричек).
Расстояние до административного центра поселения — 7 км.
Расстояние до ближайшей железнодорожной платформы Сланцы — 29 км.
Деревня находится на левом берегу реки Руя.

## Демография
| 1862 | 2007 | 2010 | 2017 |
| ---- | ---- | ---- | ---- |
| 1    | ↗29  | ↘11  | ↗33  |